# タナー・アンダーソン (野球)
タナー・アクリー・アンダーソン（Tanner Ackley Anderson, 1993年5月27日 - ）は、アメリカ合衆国フロリダ州パームビーチ郡ボイントンビーチ出身のプロ野球選手（投手）。右投右打。メキシカンリーグのモンテレイ・サルタンズ所属。CPBL時代の登録名は「安得勝」。

## 経歴

### プロ入りとパイレーツ時代

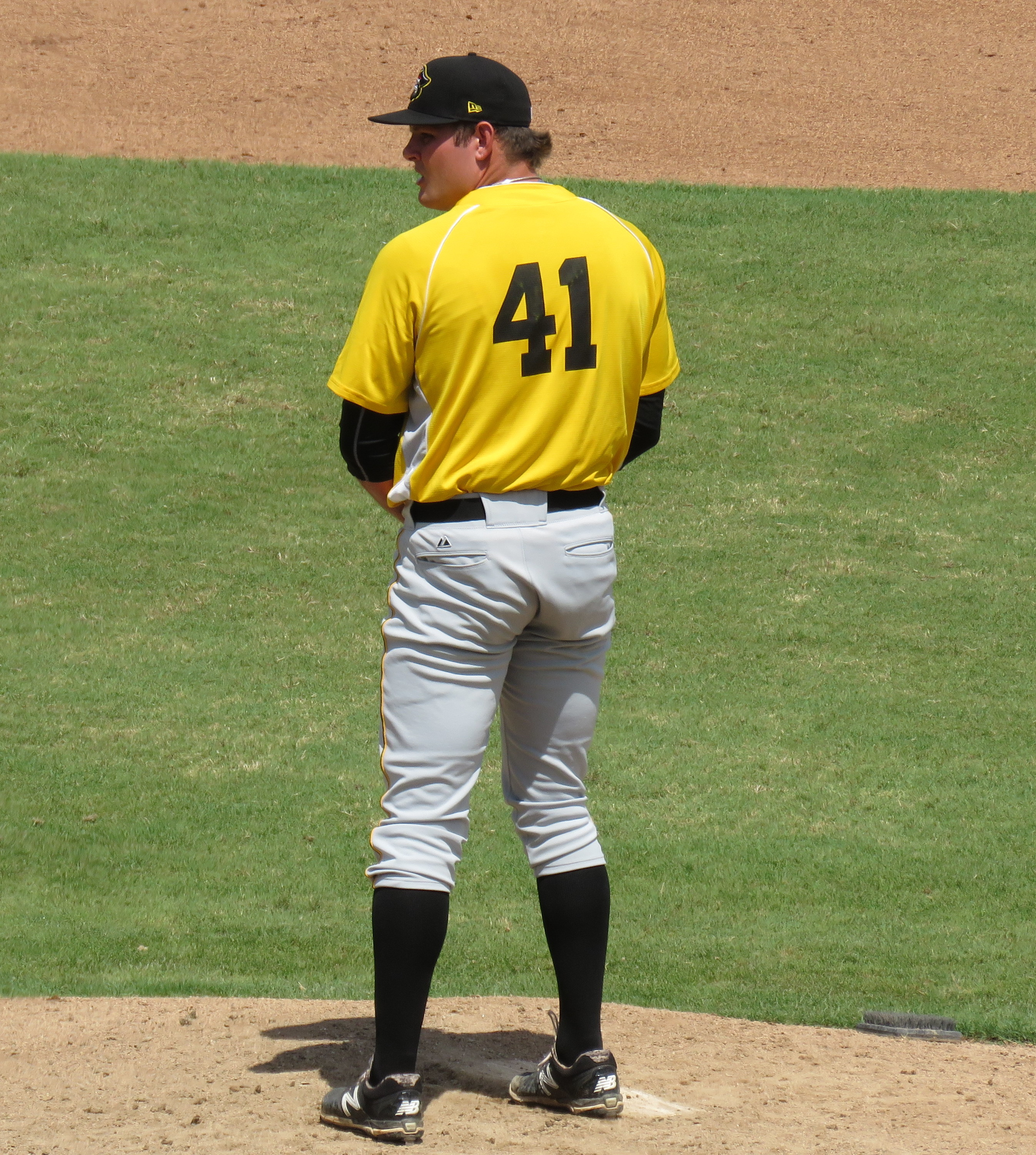
A+ブレイデントン時代
(2016年9月4日)

2015年のMLBドラフト20巡目（全体607位）でピッツバーグ・パイレーツから指名され、プロ入り。契約後、傘下のアパラチアンリーグのルーキー級ブリストル・パイレーツでプロデビュー。A-級ウェストバージニア・ブラックベアーズでもプレーし、2球団合計で15試合に登板して5勝0敗3セーブ、防御率2.83、25奪三振を記録した。
2016年はA級ウェストバージニア・パワーとA+級ブレイデントン・マローダーズでプレーし、2球団合計で36試合（先発3試合）に登板して3勝3敗1セーブ、防御率3.58、50奪三振を記録した。オフにはアリゾナ・フォールリーグに参加し、サプライズ・サグアロスに所属した。
2017年はAA級アルトゥーナ・カーブでプレーし、30試合（先発19試合）に登板して10勝8敗、防御率3.38、97奪三振を記録した。
2018年はAAA級インディアナポリス・インディアンスで開幕を迎えた。4月18日にメジャー契約を結んでアクティブ・ロースター入りし、7月2日のロサンゼルス・ドジャース戦でメジャーデビュー。この年メジャーでは6試合に登板して1勝0敗、防御率6.35、6奪三振を記録した。

### アスレチックス時代
2018年11月20日に後日発表選手とのトレードで、オークランド・アスレチックスへ移籍した。
2019年は5試合に先発登板したが0勝3敗、防御率6.04に終わり、9月1日にDFAとなり、3日にマイナー契約となった（そのまま傘下のAAA級ラスベガス・アビエイターズへ配属）。

### 独立リーグ時代
2020年8月26日にアメリカン・アソシエーションのスーフォールズ・カナリーズと契約し、4試合に登板した。

### アスレチックス傘下時代
2021年は再びオークランド・アスレチックスとマイナー契約し、AAA級ラスベガス・アビエイターズへ配属されたが、6月17日にリリースされた。

### パイレーツ時代
2021年7月5日にビッツバーグ・パイレーツと契約し、AAA級インディアナポリス・インディアンスに配属された。1試合の登板に終わり、10月5日に自由契約となった。

### メキシカンリーグ時代
2022年2月23日にメキシカンリーグのティフアナ・ブルズと契約した。

### 台湾時代
2022年6月28日に台湾プロ野球（CPBL）の富邦ガーディアンズと契約した。6試合に先発登板し、1勝1敗、防御率1.72の成績を挙げた。
2023年は16試合に先発登板し、3勝1敗、防御率3.38の成績を残していたが、8月16日に退団した。

### メキシカンリーグ時代
2024年1月20日にメキシカンリーグのモンテレイ・サルタンズと契約した。

## 投球スタイル
平均93mph（約150km/h）のシンカーを主体とし、スライダーとチェンジアップも投げる。投球動作が独特で、ブロンソン・アローヨを彷彿とさせるように左足を伸ばしたまま上げ、爪先が真上を向く。

## 詳細情報

### 年度別投手成績
| 年 度     | 球 団     | 登 板 | 先 発 | 完 投 | 完 封 | 無 四 球 | 勝 利 | 敗 戦 | セ 丨 ブ | ホ 丨 ル ド | 勝 率 | 打 者 | 投 球 回 | 被 安 打 | 被 本 塁 打 | 与 四 球 | 敬 遠 | 与 死 球 | 奪 三 振 | 暴 投 | ボ 丨 ク | 失 点 | 自 責 点 | 防 御 率 | W H I P |
| --------- | --------- | ----- | ----- | ----- | ----- | -------- | ----- | ----- | -------- | ----------- | ----- | ----- | -------- | -------- | ----------- | -------- | ----- | -------- | -------- | ----- | -------- | ----- | -------- | -------- | ------- |
| 2018      | PIT       | 6     | 0     | 0     | 0     | 0        | 1     | 0     | 0        | 0           | 1.000 | 56    | 11.1     | 15       | 1           | 8        | 2     | 1        | 6        | 2     | 0        | 10    | 8        | 6.35     | 2.03    |
| 2019      | OAK       | 5     | 5     | 0     | 0     | 0        | 0     | 3     | 0        | 0           | .000  | 105   | 22.1     | 30       | 4           | 7        | 1     | 0        | 18       | 3     | 0        | 16    | 15       | 6.04     | 1.66    |
| 2019      | PIT       | 1     | 0     | 0     | 0     | 0        | 0     | 0     | 0        | 0           | ----  | 19    | 5.0      | 5        | 0           | 0        | 0     | 0        | 1        | 0     | 0        | 2     | 2        | 3.60     | 1.00    |
| 2022      | 富邦      | 6     | 6     | 0     | 0     | 0        | 1     | 1     | 0        | 0           | .500  | 130   | 31.1     | 28       | 1           | 9        | 0     | 2        | 11       | 0     | 0        | 14    | 6        | 1.72     | 1.18    |
| 2023      | 富邦      | 16    | 9     | 0     | 0     | 0        | 3     | 1     | 0        | 0           | .750  | 254   | 61.1     | 55       | 3           | 20       | 0     | 5        | 39       | 2     | 1        | 26    | 23       | 3.38     | 1.22    |
| MLB：3年  | MLB：3年  | 12    | 5     | 0     | 0     | 0        | 1     | 3     | 0        | 0           | .250  | 180   | 38.2     | 50       | 5           | 15       | 3     | 1        | 25       | 5     | 0        | 28    | 25       | 5.82     | 1.68    |
| CPBL：2年 | CPBL：2年 | 22    | 15    | 0     | 0     | 0        | 4     | 2     | 0        | 0           | .666  | 384   | 92.2     | 83       | 4           | 29       | 0     | 7        | 50       | 2     | 1        | 40    | 29       | 2.82     | 1.21    |

- 2024年度シーズン終了時

### 背番号
- 52（2018年）
- 53（2019年）
- 44（2022年 - 2023年）